# Dokik
A Dokik (eredeti cím: Scrubs) egy 2001-es amerikai szitkom sorozat. A műsor alkotója Bill Lawrence, a sorozat pedig egy kórház gyakornokainak és orvosainak mindennapját követi nyomon.
A sorozatot az Amerikai Egyesült Államokban az NBC tűzte műsorra 2001. október 2-án, majd 2009-2010-ben az ABC-n futott. Az utolsó epizódot itt adták le 2010. március 17-én. Magyarországon először a TV2 és a Comedy Central adta, később pedig az M2 is műsorra tűzte, új szinkronnal.

## Történet
Az Emmy-díjas történet John Dorian medikus gyakran bizarr élményeit mutatja be. "JD" úgy érzi, hat évnyi tanulás után mindenre fel van készülve, ami a kórházban érheti. A medikus azonban gyorsan szembesül azzal, hogy rengeteg meglepetés várja új munkahelyén, ahová legjobb barátjával, Turkkel érkezik. A tengerentúlon több, mint 11 millió ember nézte a Dokik történetét a kezdetekkor, a siker pedig azóta is töretlen. Amikor J.D. megérkezik a kórházba, nem is sejti hogy milyen figurákkal lesz körülvéve. Az üldözési mániás karbantartó, a szarkasztikus, és mindenkit leoltó főorvos, a kórházigazgató, aki a megtestesült gonosz, alkotják a cselekmények gerincét, de még sok más idióta figura is feltűnik...

## Szereplők
| Szereplő           | Évad   | Színész          | Magyar hang (2008)         | Magyar hang (2019) |
| ------------------ | ------ | ---------------- | -------------------------- | ------------------ |
| John "J.D." Dorian | 1-9    | Zach Braff       | Zámbori Soma               | Seszták Szabolcs   |
| Elliot Reid        | 1-9    | Sarah Chalke     | Zakariás Éva               | Mezei Kitty        |
| Chris Turk         | 1-9    | Donald Faison    | Vári Attila                | Seder Gábor        |
| Dr. Perry Cox      | 1-9    | John C. McGinley | Schnell Ádám               | Kassai Károly      |
| Dr. Bob Kelso      | 1-9    | Ken Jenkins      | Forgács Gábor              | Forgács Gábor      |
| Carla Turk         | 1-8    | Judy Reyes       | Pikali Gerda               | Urbán Andrea       |
| A Mindenes         | 1-8    | Neil Flynn       | Szinovál Gyula             | Megyeri János      |
| Ben Sullivan       | 1-3    | Brendan Fraser   | Háda János (Az 1. évadban) |                    |
| Jordan Sullivan    | 1-8    | Christa Miller   | Agócs Judit                |                    |
| Denise Mahoney     | 1, 8-9 | Eliza Coupe      | Bálizs Anett               |                    |

### Zach Braff
Dr. John Michael Doriant, vagyis "JD"-t alakítja, aki a Szent Szív (Sacred Heart) Kórházban dolgozik. Itt – úgymond – megtanulja az igazi dokik mindennapi tennivalóját. Ő egy fiatal és "intelligens" srác. Folyamatosan narrálja az életét, a nyúlfejű lelkiismerete néhány részben megjelenik. JD furcsa képzelete úgy működik, hogy ha valami érdekeset, furcsát hall, elképzeli, és hihetetlen őrültségekről ábrándozik perceken keresztül, amíg rá nem jön, hogy hülyét csinál magából, vagy valaki vissza nem zökkenti a való világba. Sokszor lányosan viselkedik, ezért Dr. Cox folyton lányneveken szólítja – ezt azért teszi, mert az őt alakító John C. McGinley ugyan ezt művelte Zach Braff-fal a forgatáson és a rendezőnek megtetszett.(De volt már olyan epizód is, amikor kutyaneveken, mert Vakkanccsal smárolt). Magyar hangja: Zámbori Soma.

### Donald Faison
Christopher Duncan Turk-öt alakítja. JD legjobb barátja, ők a kórház bohócai: átírták a kórház feliratát, (Sacred Heart-ból Sacred Fart-ra) Szent Fing-ra, sokszor játszanak "találd meg a kekszet", meg "Óriás doki"-t. Turk cukorbetegséggel küzd, ebből kifolyólag neki egy karácsonnyal ér fel, amikor Carla megengedi, hogy egy kis csokit megegyen. Magyar hangja: Vári Attila.

### Sarah Chalke
Ő Elliotot alakítja. JD. nagyravágyó barátja, Connecticutból. Legjobb barátja Carla. Elliot könnyen kiakad, ha ideges, visítozik, legrosszabb esetben annyira, hogy már nem lehet érteni, hogy mit mond. Szeretné, ha Dr. Cox elismerné, hogy jó orvos, nem pedig csak idióta szöszi, és nem Barbie a neve. JD-vel minden évben összejönnek, de aztán mégis szakítanak. JD többször elcsábította már az épp akkori barátjától, de amikor megkapja, már nem kell neki. A 9. évadban terhes lesz. Magyar hangja: Zakariás Éva.

### Judy Reyes
Ő Carla Espinosa, Turk felesége. Néha okoskodik, de jószívű, felelősségteljes beosztott. A kórház egyik legpletykásabb embere, és előszeretettel mondja meg másoknak, hogy miként éljék az életüket. Dominikai származású, bár JD és Turk azt hiszi, hogy Puerto Ricó-i. Magyar hangja: Pikali Gerda.

### John C. McGinley
Dr. Cox, a gúnyos stílusú orvos. Cox (Percyval Ulysses Cox, Perry) legkedvesebb időtöltése az újoncok megtörése, és a vágyak, álmok szétzúzása. JD "példaképe", habár Cox folyamatosan gúnyolja és mindig más-más lánynévvel illeti. Dr. Cox felesége Jordan azt mondta, egy pincér ejtette teherbe, azonban Coxé a gyermek, akit viszont kicsúfol és főleg az apját sértegette egy ideig, amíg rá nem jött, hogy az ő fia. Magyar hangja: Schnell Ádám.

### Ken Jenkins
Dr. Robert Kelso a másik egoista orvos, a Sacred Heart intézményvezető főorvosa. Majdnem minden orvosnak ad egy gúnynevet: Turkelton, Dr. Csirke, Snoop dogg rezidens, Hutch... Mindenki úgy hitte, hogy 58 éves, később kiderült, hogy 65, vagyis nyugdíjazni kell. Dr. Cox szerint ő maga az ördög, de egyes epizódokban fény tárul az ő kedves, érzékeny lelkére is. Van egy felesége, aki már tolószékkel közlekedik, illetve van egy meleg fia. Magyar hangja: Forgács Gábor.

### Neil Flynn
" A Mindenes".Az igazi nevét senki sem tudja. Ha a kórházban valami abszolút őrültség történik, akkor vagy JD-ék, vagy a Mindenes áll mögötte. Mielőtt Turk kitömött kutyája (Vakkancs) elveszett, volt egy kitömött mókus serege. Konfliktusa J.D.-vel egy érme miatt kezdődött, amit szerinte J.D. tett az ajtó zárjába, hogy kitoljon vele. Ez a jelenet többször felidéződik a későbbi epizódokban. Általában ok nélkül szekálja J.D.-t, sokszor talál ki magának különböző alteregókat(mint pl. a világutazó ikertestvére), hogy becsapja a többi dolgozót. Legtöbbször nem dolgozik rendesen, mert szerinte nem becsülik meg a munkáját. Titkon ő is orvos szeretne lenni, Dr. Mind Enes. Szerelmes a 'szöszi dokiba', azaz Dr. Reidbe. Magyar hangja: Szinovál Gyula.

### Sam Lloyd
Ted egy esetlen ügyvéd, JD-n után a Mindenes kedvenc áldozata. Belőle fakadnak a világ legszerencsétlenebb ötletei... Magyar hangja: Katona Zoltán

### Eliza Coupe
Karaktere Dr. Denise Mahoney rezidens orvos a kórházban, valamint hallgatói tanácsadó és tanársegéd a Winston Egyetemen. Gyakornokként kezdte a kórházban. Stílusa nem túl szimpatikus, illetve az empátia teljes hiánya figyelhető meg esetében. Ugyanakkor szókimondó, egyenes, határozott és talpraesett fiatal nő. Magyar hangja: Bálizs Anett.

## Fontosabb mellékszereplők

### A Todd
Szexmániás sebész, akiről később kiderül, hogy igazából senkivel sem feküdt le az elmeséltek közül és még a szemöldöke is összenő. Kérdéses, hogy melyik nemhez vonzódik, mivel egyaránt hajt a férfiakra és a nőkre is. Mániákusan mindenre pacsiötöst ad és a megjegyzései mindig rosszul sülnek el, valamint legfontosabb ruhadarabja az alsónadrág, melynek fontosságáról bárkit képes nyílt színen győzködni.

### Jordan
Színésznő neve: Christa Miller, Dr. Cox ellenszenves felesége, akivel a kapcsolatukat a kölcsönös utálatra alapozzák. Vezetőségi tag, de később felmond, hogy foglalkozhasson a két gyerekükkel. Ez annyit tesz, hogy saját magával törődik állandóan és Perry-t hibáztatja, hogy ő miért nem foglalkozik többet a gyerekükkel. Első találkozása alkalmával lefekszik J.D.-vel, bár J.D. nem tudja, hogy ki csoda.

### Roberts nővér
A minden lében kanál fekete kövér nővér, akinek van egy állítólagos férje, Mr Roberts. A legpletykásabb az egész kórházban, ha megtud valamit, azt azonnal megtudják még a betegek is. Egy templomi kórust vezet, mélyen vallásos, még Dr. Cox sem tudja kitéríteni hitéből, sőt... Később egy autóbaleset miatt meghal. (Ám a 7. évadban jön egy nővér, aki pont ugyanúgy néz ki, mint ő.)

### Doug
Szerencsétlen orvos, aki már az első napon megölt vagy 3 beteget. Dr. Cox gyakran becézi 'Pisi Peti'-nek. Egyszer dr. Kelso adott neki egy sütit, mert 3 napig minden betege életben maradt. Ám később megtalálja hivatását: patológus lesz, ehhez különleges tehetsége van. Itt kiélheti minden beteges hajlamát. Például a hullákkal társasozást.

### Vendég sztárok
- Heather Locklear – Gyógyszercég képviselője.
- Heather Graham – Dr. Molly Clock, Intézmény pszichiáter.
- Michael J. Fox – Pár napra visszatérő szakorvos.
- Mandy Moore – J.D. barátnője egy ideig.
- Amy Smart – J.D. egy problémás barátnője ("Fincsi Kómás Feleség").
- Ryan Reynolds – J.D. és Turk régi osztálytársa.
- John Ritter – J.D. apja.
- Julianna Margulies – Orvosi műhibákkal foglalkozó jogász.
- Matthew Perry – Egy szervátültetésre szoruló beteg fia.
- Colin Farrell – Egy miatta kórházba kerülő beteg látogatója.
- DJ Qualls – Egy orvosi pályára alkalmatlan rezidens.
- Elizabeth Banks – J.D. barátnője egy ideig és gyerekének anyja.
- Brendan Fraser – Jordan öccse, Dr. Cox sógora.
- Ed Cavannagh – J.D. bátyja, az apjuk halála után egy ideig J.D-vel és Turk-kel lakik.

## A Mindenes és a Mókus sereg
Az egyik részben Carla elviszi Turk kitömött kutyáját, Vakkancsot a tisztítóba. Visszafelé azonban elhagyta. A Mindenest kérte meg, hogy szerezzen neki egy másik döglött kutyát, aki szerzett is. Azonban nem volt ingyen. A mindenesnek ezelőtt volt egy kitömött mókusokból álló "serege". Ehhez úgy jutott hozzá, hogy a legszebb példányokat elfogta a kórház udvarában, és a szerencsétlen állat "rejtélyesen" eltűnik a gardróbban. A Mindenes ezeket a mókusokat cserélte el interneten egy Vakkancshoz hasonló (de farokhosszban kisebb) kitömött kutyára.

## Az Óriás doki és a keksz
A sorozatban visszatérő játékok. Turk és JD játssza. A kekszben gyakorlatilag annyi a lényeg, hogy Turk "elrejti" a füle mögé a kekszet, JD pedig kiveszi.
- Óriás doki: Turk, JD és néhány haverral poénkodnak. Ez abból áll, hogy egymás vállára állnak és felhúznak egy hatalmas orvosi köpenyt, és aláírást gyűjtenek, hogy "óriás akadálymentesítsék a kórház ajtaját".

## Karamella maci
Az egyik epizódban hangzik el ez a "név". Akkor, amikor Turk és JD arra pár percre emlékszik vissza, amikor fősulin 3-an poénkodtak. Ekkor hangzott el az emlékben a csatakiáltás: (Turk) Csokoládé-maci! (JD) Vanília-maci! (Mexikói srác) Karamella-maci! Utoljára azon a napon látták. Egy meggyújtott zacskót akartak egy öreg ember ajtaja elé rakni, de a "karamella maci" elszúrta, az öreg elkapta, és már csak a szüleit látták, akik eljöttek a suliba a cuccáért...

## Az Agytröszt
A "szervezetet" a Mindenes alapította és ő is a főnöke. A szabályzata kimondja, hogy 4 tagnak kell lennie a "klubnak", se több, se kevesebb. Ted és Todd számít még állandó tagnak mellette, míg Doug és Lloyd állandóan cserélgetik egymással a helyzetüket attól függően, hogy melyikük csinált nagyobb kreténséget. Az Agytröszt főképp egymás magánéletével foglalkozik, vagyis a Mindenes megmondja mindenkinek, hogy mit és hogyan csináljon.

## Dagi tánc
Cox gyereke szokott táncolni és énekelni ("dagidagidagi..."), valahányszor meglát egy túlsúlyos embert.

## Visszatérő mellékszereplők

### Snoop Dogg rezidens
Bár nem tűnik fel senkinek sem, de már az 1. évadtól kezdve szerepel statisztaként. Később, úgy az 5.-6. évad táján kerül előtérbe a karaktere, mivel nagyon hasonlít a híres rapperre. A ragadványnevet Dr. Kelso aggatta rá. Ugyanabban az évben kezdett, mint JD-ék, mégis csak kb. 6 év múltán lép túl a rezidensi álláson.

### Ben
Dr. Cox legjobb barátja és Jordan testvére, akit Brendan Fraser formál meg. Az 1. évadban tűnik föl először, ahol is kiderül róla, hogy leukémiás. Később, egy év múlva kerül elő, de akkor már menthetetlen az állapota, s meghal. Dr. Cox-ot nagyon megrázza az esemény és sokáig nem tudja túltenni magát rajta.

### Dan
JD örök vesztes bátyja, akit a többé-kevésbé ismert Thomas Cavanagh alakít. Akkor találkozunk vele először, amikor JD bátya elvisz egy Mercedes-t 300 dollárért. Másodszor, amikor az apjuk meghal és ő bevezet minket a Dorian gyász rituáléba: vagyis tortát ajándékoznak egymásnak. Dan ebben a részben letolja Dr. Cox-t, mivel J.D. szemtelenül beszél az egyik beteggével, aki csak a pingvin szót tudja kimondani, és őszintén beszél az öccséről, hogy ő a család reménysége, és ne merje olyanná tenni, mint ő (Cox). Dan anyjuk padlásán él és pultosként keresi a kenyerét. Az öccse utálja őt, mert állandóan lenyúlta a csajait és állandóan piszkálja őt. Később aztán hallgat JD tanácsára és összeszedi magát, s kiderül egész jó ingatlan kereskedő. Tőle kap a sorozat főszereplője egy hibrid autót (egy Toyota Priust), mellyel Sacha szomorú halála után közlekedik.

### Hooch
Utálja, ha szórakoznak vele. Amikor JD-ék elhitették az egyik újonccal, hogy ha követi Hoochot, átveszik a műszakát – az újonc követte mindenhova Hoochot, akiről kiderült, hogy elmebeteg, pontosabban őrült, valamint enyhén piromániás.

### Dr. Zeltzer
Perverz onkológus-főorvos, aki a rivális doktor feleségével kavar.

### Danni
Jordan és Ben testvére, aki kezdetben igen szimpatikus. Ő is dilis, mint JD, viszont később kiderülnek róla a piszkos dolgok is. Cigizik és egy hárpia is egyben. Sokszor előbukkan és a karakterét Tara Reid formálja meg.

### Randall
A törpe gondnok a Mindenes barátja, épp ezért ő is gyűlöli JD-t. Martin Klebba alakítja, aki a Karib-tenger kalózaiban és egyéb nagyobb filmekben alakítja a törpét.

### Sean
Elliot volt barátja, akivel később újra összejönnek, de JD miatt szakítanak. A 3. évadban delfinidomárként mutatkozik be. Ugyanolyan szerencsétlen és neurotikus, mint Elliot, épp ezért jönnek össze.

### Mark
Carla öccse, aki Turk-kel akkor kerül először összetűzésbe, mikor az anyjuk temetésén a "csokimaci" sofőrnek nézi. Nővérével spanyolul beszél, így nyugodtan gúnyolhatják Turkot, úgy, hogy észre sem veszi. Később Turk megtanul spanyolul felesége kedvéért.

### Mr Thompson
Gyógyszerfüggő beteg, aki sokszor bekerül a Sacred Heart-ba, csakhogy kicsalhasson az orvosoktól pár szert. Később épp ennek a betegségnek a leküzdésében segít pár sorstársának, míg ő maga sosem gyógyul ki szenvedélybetegségéből.

### Franklin
Ázsiai laboros, akit Masi Oka alakít.

### Lloyd
Thrash Metal-os, aki csomag futár.

### Keith
J.D. gyakornokcsoportjába tartozik, később hosszabb párkapcsolatba keveredik Elliottal, ám a lány esküvőjük előtt egy héttel szakít vele, amikor rájön, hogy ha Keith 20 évig kómában feküdne, nem tudná ugyanúgy szeretni és gondosan kiszedni a csipát a szeméből.

### Dr. Wan
Turk főnöke, vezető sebész szakorvos.

### Dr. Mickhead
Egy rendkívül őrült, zűrökbe keveredő orvos.

## Fontosabb tárgyak

### Sacha
JD szeretgetett motorja, akit gazdája majdnem mindenkinél jobban szeret. JD nem csak egyszerűen kismotort lát benne, hanem hőst. Egy olyan szerkezetet, ami kiállta a legnagyobb próbákat, alkohol-szondával lett felszerelve, belehajtottak vele egy csőtörés kráterébe, tűz karikán ugrattak vele, többször összetörték. Tragikus halála után JD egy ideig Turk segítségét kérte, később a testvérétől kapott hibrid autóval közlekedik.

### Vakkancs
JD és Turk kitömött kutyája. Amióta haverok, Vakkancs velük van. A kutyát Carla egyszer elveszti, és csak egy későbbi évad során kerül újra elő. (Addig egy másik kitömött kutya – Steven, máskor Stefan – helyettesíti, amit a Mindenes szerzett egy furcsa cserével.)

## Díjak és jelölések
- Emmy-díj (2006) – Legjobb televíziós sorozat – musical és vígjáték kategória jelölés
- Golden Globe-díj (2007) – Legjobb televíziós sorozat – musical és vígjáték kategória – legjobb színész jelölés: Zach Braff